# Бита (футболист)
Си́лвио Тассо Ласалвия (порт.-браз. Sílvio Tasso Lasalvia; 11 августа 1942, Олинда, по другим данным Ресифи — 27 октября 1992, Ресифи), в другом источнике Си́лвио Лассо Лассалсия (порт.-браз. Sílvio Lasso Lassalvia), более известный как Бита (порт.-браз. Bita) — бразильский футболист, нападающий. Лучший бомбардир в истории клуба «Наутико» — 221 мяч. Брат другого известного футболиста — Надо.

## Карьера
Бита родился в семье итальянца Томмазо Ласалвии и уроженки Пернамбуко Алаиде Маргариде Тассо в районе Торре в Ресифи или в Олинде. Помимо него в семье было ещё шесть братьев. Силвио начал обучаться в школе Санта-Изабел в Олинде. А затем получал среднее образование в гимназии Дон-Витал в том же городе. Оттуда, продолжая обучение, он переехал в Ресифи, поступив в школу Техники и Коммерции. Параллельно обучению, Бита играл в футбол, уделяя этому занятию большое количество времени.
В начале 1958 года Бита стал игроком юношеского состава клуба «Наутико». В 1961 году он стал игроком молодёжного состава команды. А годом позже был переведён в первую команду клуба, подписав первый профессиональный контракт на 120 тысяч крузейро «подъёмных» и с ежемесячной заработной платой в 20 тысяч крузейро. Тогда же, в 1962 году нападающий впервые в карьере выиграл турнир начала чемпионата штата Пернамбуку, а через год повторил это достижение. Тогда же он отпраздновал победу в чемпионате штата. Затем он выигрывал первенство Пернамбуку ещё в 1964, 1965 и 1966. Все эти три сезона Бита становился лучшим бомбардиром чемпионата штата. В 1965 и 1966 годах он являлся лучшим снайпером розыгрыша Чаши Бразилии. 17 ноября 1966 года форвард участвовал в матче «Наутико» и «Сантоса». Команда из Пернамбуку победила со счётом 5:3, а 4 гола своей команды забил именно Бита. Все голы были забиты в ворота голкипера «Сантоса» Жилмара, который до этого никогда в своей карьере не пропускал более трёх голов в одном матче. Уже много позднее, один из участников этой игры, Пеле, назвал его одним из трёх лучших игроков, против которых он играл.
В середине 1967 года Бита стал игроком уругвайского «Насьоналя». 21 мая он дебютировал в составе команды в матче с «Атлетико Минейро» (1:1). 14 июня он впервые сыграл за клуб в официальной встрече. В розыгрыше Кубка Либертадорес «Насьональ» проиграл со счётом 1:2 «Крузейро». 7 октября футболист провёл последний матч в составе команды против «Ливерпуля» из Монтевидео (4:1). Всего за «Насьональ» Бита сыграл в 5 встречах. В 1967 году он возвратился в «Наутико» и вновь дважды выигрывал чемпионат штата. Всего в составе команды он провёл 295 матчей и забил 221 гол, по другим данным 319 матчей и 223 гола, в прочих источниках эти показателя варьируются от 295 до 319 матчей и от 204 до 223 голов. Затем нападающий перешёл в «Санта-Круз». При этом дата перехода варьируется от 1969 до 1972 года. По некоторым сведениям, он играл за «Наутико» до 1971 года, и даже все эти годы забивал за команду. При тех и других, «Санта-Круз» с ним в составе всегда становился сильнейшей командой Пернамбуку. В 1972 году Бита, страдавший от многочисленных травм обеих коленных чашечек, был вынужден завершить карьеру. По окончании карьеры, он стал работать фармацевтом в Ресифи. Он умер в возрасте 50 лет от онкологии носовых пазух.
Музыкальный детский проект Mundo Bita, созданный в 2011 году дизайнером Шапсом Мелу, был так назван в честь футболиста.

## Достижения

### Командные
- Победитель турнира начала штата Пернамбуку: 1962, 1963, 1964, 1965, 1972
- Чемпион штата Пернамбуку: 1963, 1964, 1965, 1966, 1967, 1968, 1972

### Личные
- Лучший бомбардир чемпионата штата Пернамбуку: 1964 (24 гола), 1965 (22 гола), 1966 (20 голов)
- Лучший бомбардир розыгрыша Чаши Бразилии: 1965 (9 голов), 1966 (10 голов)

## Личная жизнь
Бита был женат на девушке Тане. У них родилась дочь Кенсия.